# L'Uomo Ragno colpisce ancora
L'Uomo Ragno colpisce ancora (Spider Man Strikes Back) è un film per la televisione del 1978 diretto da Ron Satlof, il secondo basato sul personaggio dei fumetti della Marvel Comics ideato nel 1962 da Stan Lee e Steve Ditko.
È composto dal secondo e terzo episodio della serie TV The Amazing Spider-Man dal titolo Deadly Dust part 1 & 2. In Italia, tuttavia, il film ha avuto una distribuzione nei cinema nei primi mesi del 1979.

## Trama
Una donna che ha recentemente avuto una relazione fallita minaccia di buttarsi dal cornicione di un palazzo, l'Uomo Ragno interviene e la salva all'ultimo minuto, tra gli applausi della folla sottostante; il fatto ha una grossa rilevanza mediatica ed attira l'attenzione di Gale Hoffman, una attraente giornalista che è determinata a ottenere un'intervista con l'Uomo Ragno.
Alla State University of New York, un insegnante di Peter Parker porta del plutonio in classe per una dimostrazione. Gli studenti, incluso Peter, sono sconvolti dal fatto che un materiale così pericoloso venga trattato senza preoccupazioni. Più tardi, tre studenti rubano il contenitore di plutonio, volendolo usare per costruire una bomba atomica per dimostrare la pericolosità dell'energia nucleare. Peter interviene nei panni dell'Uomo Ragno, ma fallisce nel fermarli e viene visto dalle guardie, col risultato di venir accusato del furto. Tuttavia il losco Mr. White, un criminale internazionale residente in Svizzera, legge il resoconto dei fatti sul giornale ed intuisce la vera identità dei colpevoli; decide di impadronirsi della bomba e parte per New York con il suo scagnozzo Angel.
White pianifica di costruire una sua versione della bomba basandosi su quella originale, per ricattare le autorità minacciando di colpire il World Trade Center; all'arrivo ordina subito ai suoi di impadronirsi della bomba (che al momento è ancora senza detonatore), e nel farlo Angel origlia una conversazione tra poliziotti sul professore dei 3 studenti, il quale sostiene che Peter Parker fosse l'unico tanto intelligente da poter costruire quella bomba da solo; per questo, quando l'Uomo Ragno sventa un primo furto del plutonio, Mr. White ordina di rapire Peter per trovare del plutonio per la sua bomba; nel frattempo una degli studenti finisce all'ospedale per avvelenamento da radiazioni (non hanno rispettato tutte le cautele e indicazioni del caso). White porta a termina il secondo furto mentre Angel affronta l'Uomo Ragno, che finisce giù dal 12º piano e si salva creando una ragnatela che funge da rete di sicurezza.
White ha lasciato New York per far perdere le sue tracce, ma Jameson ha scoperto che si è rifugiato a Los Angeles; su insistenza di Peter e Gale (che si è appiccicata a Peter perché lui fotografa l'Uomo Ragno e quindi dovrebbe conoscerlo, ma sta cominciando ad intuire che potrebbero essere lo stesso uomo), Jameson presta loro i soldi per andare in California e vola con i due; qui il trio cerca tracce di White, ma Gale viene rapita; Peter lo scopre grazie al suo sesto senso e attacca una cimice all'auto. Gale viene portata da White che ha appena lanciato la sua minaccia di usare la bomba, ora completa, in una grande città, e la tiene in ostaggio; le autorità e lo stesso Jameson credono che si riferisca a New York, ma White mostra a Gale un articolo che preannuncia la visita del Presidente degli Stati Uniti a Los Angeles.
Angel trova la cimice dell'Uomo Ragno e la distrugge, ma il tessiragnatele ha oramai scovato il nascondiglio; dopo aver liberato Gale, il vigilante va a fermare White e la bomba, posizionata su un tetto in città; gli scagnozzi vengono sconfitti e la bomba disinnescata a pochi secondi, ma Mr. White è fuggito e si ripromette di affrontare ancora l'Uomo Ragno.

## Accoglienza
Nella sua recensione, Richard Combs del Monthly Film Bulletin ha dichiarato che il film era un "Superman a prezzo ridotto", osservando che Nicholas Hammond nei panni di Peter Parker aveva "una serietà bonaria che lo associa a Clark Kent, piuttosto che al goffo e imprevedibile adolescente del fumetto originale" e che la trama si concentra sulle acrobazie con "la malvagità elegante ma poco emozionante di Charlie's Angels, priva anche dello stile del fumetto".
Il film è stato notato per il suo basso budget e la scarsità di effetti tecnici.